# Спірідонов Роман Вадимович
Спірідонов Роман Вадимович (нар.19 квітня 1973, м. Алма-Ата, Казахська РСР) — герой Росії. Командир парашютно-десантного взводу, старший лейтенант.

## Біографія
Народився 19 квітня 1973 року у Алма-аті.
Відразу після закінчення середньої школи в 1990 році вступив до Алма-Атинського загальновійськового командного училища, а 1993 року через розформування навчального закладу був переведений до Ленінградського загальновійськового командного училища, яке він закінчив у 1994 році.
Брав участь у боях Першої чеченської війни з листопада 1995 по квітень 1996 року.
Наразі продовжує службу в Збройних силах Росії.

## Нагороди
За мужність і героїзм, виявлені під час виконання спеціального завдання Указом Президента Російської Федерації від 19 жовтня 1996 року лейтенанту Спірідонову Роману Вадимовичу присвоєно звання Героя Російської Федерації з врученням медалі «Золота Зірка».